# Andrij Oberemko
Andrij Oleksandrovyč Oberemko (in ucraino Андрій Олександрович Оберемко?; Tokmak, 18 marzo 1984) è un ex calciatore ucraino, di ruolo centrocampista.

## Carriera

### Club
Ha giocato nella prima divisione ucraina.

### Nazionale
Ha partecipato agli Europei Under-21 del 2006, chiusi dalla sua nazionale al secondo posto.

## Palmarès

### Club

#### Competizioni nazionali
- Coppa d'Ucraina: 1

Dinamo Kiev: 2004-2005
- Supercoppa d'Ucraina: 1

Dinamo Kiev: 2004